# 云南条蕨
云南条蕨（学名：Oleandra yunnanensis）为条蕨科条蕨属下的一个种。其种加词 yunnanensis 意为“云南的”。
现接受名为华南蓧蕨 （Oleandra cumingii J.Sm, 1841）。